# 埃丽卡·费尔韦瑟
埃丽卡·费尔韦瑟（英語：Erika Fairweather，2003年12月31日—）生于达尼丁，是一名新西兰女子游泳运动员。她同时拥有欧洲血统和毛利血统。她在自己的家乡首次接触游泳，10岁时开始参加比赛。2018年，她入选布宜诺斯艾利斯青奥参赛名单，成为该届青奥最年轻的选手。她中学时在卡瓦纳学院就读，并在2021年成为学院的女生代表（head girl）。